# Iron Man (canção)
"Iron Man" é uma canção da banda britânica Black Sabbath criada tecnicamente por Ozzy Osbourne e pelo guitarrista Tony Iommi. Foi lançado em 1971, como o segundo single do álbum Paranoid.
É uma das mais famosas canções da história do heavy metal, tendo estado 317.º lugar na lista da Revista Rolling Stone das 500 melhores músicas de todos os tempos, além de ser escolhido como a melhor música de Metal de todos os tempos pelo canal VH1 em 2006.

## Prêmios e honrarias
- Ficou na 317 colocação na lista das 500 Melhores Canções de Todos os Tempos da Revista Rolling Stone em 2004.[1]
- "Iron Man" foi eleita a sexta melhor canção do Black Sabbath no livro Rock – Das Gesamtwerk der größten Rock-Acts im Check.[2]
- A VH1 elegeu estão canção como a melhor de heavy metal de todos os tempos.[3]
- A versão ao vivo do álbum Reunion venceu o Grammy Award de Melhor Desempenho de Metal em 2000.[4]

## Posições
- Billboard Hot 100 - posição 52[5][6]
- RPM - posição 68[7]